# The Sufferer & The Witness
The Sufferer & The Witness é o quarto álbum de estúdio da banda Rise Against, lançado a 4 de Julho de 2006.
É o segundo álbum pela gravadora Geffen Records seguido do álbum Siren Song Of The Counter Culture de 2004. The Sufferer & The Witness na primeira semana vendeu 48,000 cópias alcançando a 10ª posição na Billboard 200.

## Faixas
1. "Intro/Chamber the Cartridge" – 3:35
2. "Injection" – 3:19
3. "Ready to Fall" – 3:47
4. "Bricks" – 1:30
5. "Under the Knife" – 2:45
6. "Prayer of the Refugee" – 3:19
7. "Drones" – 3:01
8. "The Approaching Curve" – 3:44
9. "Worth Dying For" – 3:20
10. "Behind Closed Doors" – 3:15
11. "Roadside" – 3:21
12. "The Good Left Undone" – 4:10
13. "Survive" – 3:40

## Paradas
Álbum